# Фумагалли-Рива, Зита
Зи́та Фумагалли-Рива (итал. Zita Fumagalli-Riva; 20 ноября 1893, Милан — 4 октября 1994) — итальянская оперная певица (сопрано) и музыкальный педагог.
Пела на различных итальянских оперных сценах 1910-20-х гг., в том числе и в театре Ла Скала. Исполнительница заглавной партии в премьере оперы Амилькаре Дзанеллы «Суламифь» (1926). Записала в 1923 г. несколько оперных дуэтов с Антонио Кортисом, получивших сочувственный отзыв критики, а также с Этторе Бергамаски.
В дальнейшем на протяжении многих лет была одним из ведущих вокальных педагогов Италии. Наиболее известна как наставник Райны Кабаиванской, отправившейся учиться к ней после окончания консерватории в Софии и дебюта на сцене Софийской народной оперы; в неблагополучные 1950-е годы Фумагалли не только обучала болгарскую певицу тонкостям интерпретации веристских партий, но подбрасывала ученице денег на еду. Среди её учеников также Франко Тальявини, Джанни Маффео, Бональдо Джайотти, Оттавио Гаравента, Лео Нуччи.
Зита Фумагалли-Рива дожила до ста лет, а на свое 100-летие, которое отмечалось в театре «Валли» в итальянской провинции Реджо-нель-Эмилия, была как никогда свежа и весела и даже спела несколько любимых оперных арий
Именем Зиты Фумагалли-Рива названа улица в городе Новеллара.